# 다다 다이스케
다다 다이스케(일본어: 多田 大介, 1982년 8월 11일 ~ )는 일본의 전 축구 선수이다.

## 구단 경력
과거 세레소 오사카, 에히메 FC, 오미야 아르디자, 가이나레 돗토리, FC 기후에서 활동하였다.